# Cernay-l'Église
Cernay-l'Église é uma comuna francesa na região administrativa de Borgonha-Franco-Condado, no departamento de Doubs. Estende-se por uma área de 5,95 km². Em 2010 a comuna tinha 310 habitantes (densidade: 52,1 hab./km²).